# Renato Mazzoncini
Renato Mazzoncini (Brescia, 13 gennaio 1968) è un dirigente d'azienda italiano, amministratore delegato e direttore generale di Gruppo A2A dal 13 maggio 2020.

## Biografia
Mazzoncini è nato a Brescia nel 1968 e si è laureato in Ingegneria Elettrotecnica nel 1992 presso il Politecnico di Milano.
Ha iniziato la sua attività di progettista elettrotecnico nel settore ferroviario per la realizzazione di impianti tecnologici della rete Alta Velocità, in Transystem del Gruppo Ansaldo Trasporti. In ambito internazionale ha partecipato, tra il 1995 e il 2000, al team di progetto costituito da Ansaldo Trasporti per la realizzazione della metropolitana automatica di Copenaghen.
A seguito della Legge Bassanini (422/97), che apre la strada della competizione per il Trasporto Pubblico Locale su gomma, nel 1998 si sposta dalla progettazione alla gestione del Trasporto Pubblico in Autoguidovie, dove dal 2000 al 2015 ha avuto ruolo di Direttore Generale e Amministratore Delegato, ricoprendo molteplici incarichi nei Consigli di amministrazione di società di trasporto pubblico locale pubbliche, private e miste. Nel 2005 ha chiuso un accordo di joint venture societaria tra Autoguidovie e il colosso del trasporto pubblico francese Transdev (gruppo Caisse des Depots) del cui board ha fatto parte in rappresentanza dell’Italia fino al 2008.
Nel 2012 è l'artefice dell'accordo tra Ferrovie dello Stato Italiane e il Gruppo Ranza per la Joint Venture tra Busitalia-Sita Nord e Autoguidovie. A seguito dell'accordo viene nominato AD di Busitalia-Sita Nord, nel maggio 2012, con l'incarico di sviluppare la società cogliendo le opportunità offerte dalla liberalizzazione del settore, che si concretizza nell'acquisizione dell'azienda urbana di Firenze ATAF Gestioni nel dicembre 2012, per la quale viene nominato presidente e amministratore delegato.
Nel dicembre 2015 è nominato amministratore delegato e direttore generale di Ferrovie dello Stato Italiane dal governo Renzi..
Nel 2016 ha firmato un accordo con il presidente delle ferrovie argentine per l'attuazione di progetti di cooperazione, consulenza, formazione e certificazione di componenti ferroviari. Nello stesso anno, ha firmato un accordo di cooperazione anche con le Ferrovie russe.
È stato protagonista della conclusione e la firma dell'accordo per la cessione di TrainOSE tra HRADF e Ferrovie dello Stato italiane avvenuta il 18 gennaio 2017. L'acquisizione ha avuto effetto il 14 settembre 2017, con la chiusura definitiva dell'accordo nell'ambito del vertice bilaterale Italia-Grecia a Corfù.
Il 10 gennaio 2018, con il governo Gentiloni, è confermato dal Cda di Ferrovie dello Stato Italiane amministratore delegato e direttore generale del gruppo per il triennio 2018-2020. Il 30 luglio 2018, con il nuovo Governo Conte I, l'assemblea dei soci di Ferrovie dello Stato revoca l'intero Cda di Ferrovie dello Stato, in base alla legge 15 luglio 2002, n. 145, il cosiddetto "spoils system", nominando al suo posto Gianfranco Battisti.
A dicembre 2019 partecipa con Fondazione Eni Enrico Mattei (FEEM) e Sustainable Development Solutions Network (SDSN) a Cop25 presentando il rapporto “Roadmap to 2050: A Manual for Nations to Decarbonize by Mid-Century”.
Dal 13 maggio 2020 è stato nominato amministratore delegato e direttore generale di A2A.
Nel 2021 Forbes Italia lo inserisce nella lista dei 100 manager italiani dell'anno.

## Altri incarichi
Dal 1 dicembre 2016 a luglio 2018 è stato presidente dell'Union internationale des chemins de fer (UIC), ruolo internazionale che mancava all'Italia dai primi anni Novanta.
È membro dell'advisory board del Politecnico di Milano e docente del corso “Mobility: Infrastructures and Services” presso il Politecnico di Milano.
A luglio 2020 viene nominato Vice Presidente di Elettricità Futura, associazione aderente a Confindustria, e diventa consigliere del Banco dell’Energia Onlus, ente senza scopo di lucro, promosso dal Gruppo A2A e dalle Fondazioni Aem e ASM.
Nel novembre 2020 viene eletto membro del Consiglio Generale di Confidustria Brescia.

## Altre attività
Subito dopo la laurea fonda a Brescia lo studio ingegneristico GM insieme alla moglie e collega Cristina Guerra. Nel 2009 costituisce con un gruppo di amici la società Ambienteparco che ha preso in concessione per 18 anni il Parco dell'Acqua in largo Torrelunga, una struttura dedicata alla divulgazione sui temi ambientali di 12.000 metri quadrati con 7 edifici, un ristorante e oltre centomila visitatori l'anno..

## Controversie
L'11 giugno 2018 è stato rinviato a giudizio con l'accusa di truffa a favore della Regione Umbria, dal GUP del Tribunale di Perugia, nell'ambito dell'inchiesta sulla ripartizione del Fondo Nazionale Trasporti tra le Regioni, accusato di irregolarità nell’aggiornamento della banca dati dell’Osservatorio Trasporto Pubblico Locale del Ministero dei Trasporti. Secondo il PM Manuela Comodi costoro hanno falsato i dati sui ricavi da traffico per evitare una penalizzazione alla Regione Umbria di contributi dal Ministero dei Trasporti per poco meno di sei milioni di euro.

## Pubblicazioni
- È coautore del libro "Green Planning for Cities and Communities"[23].
- Ha partecipato alla redazione dell'articolo scientifico "I trasporti long haul, la sfida del settore mobility"[24].
- È autore del libro “INVERSIONE A E - Comportamenti individuali e sviluppo tecnologico per la mobilità sostenibile”[25][26].